# Nanostrangalia regularis
Nanostrangalia regularis är en skalbaggsart som beskrevs av Holzschuh 2008. Nanostrangalia regularis ingår i släktet Nanostrangalia och familjen långhorningar.
Artens utbredningsområde är Laos. Inga underarter finns listade i Catalogue of Life.